# 莫洛迪日内 (切尔尼戈夫州)
50°42′25″N 31°26′58″E / 50.70694°N 31.44944°E
莫洛迪日内（烏克蘭語：Молодіжне），是烏克蘭北部的村莊，隸屬切爾尼希夫州的尼任區。該村始建於1850年，面積0.1平方公里，海拔高度134米，2006年人口153。